# Álvaro Valdés Escobar
Álvaro Valdés Escobar (3 de agosto de 1989) es un Maestro Internacional de ajedrez chileno.

## Resultados destacados en competición
Fue una vez ganador del Campeonato de ajedrez de Chile, categoría adulto con 16 años en el año 2005.
Fue una vez ganador del Campeonato de ajedrez de Chile, categoría adulto con 21 años en el año 2011.
Participó representando a Chile en una Olimpíadas de ajedrez en el año 2012 en Estambul.